# Band-e Amir

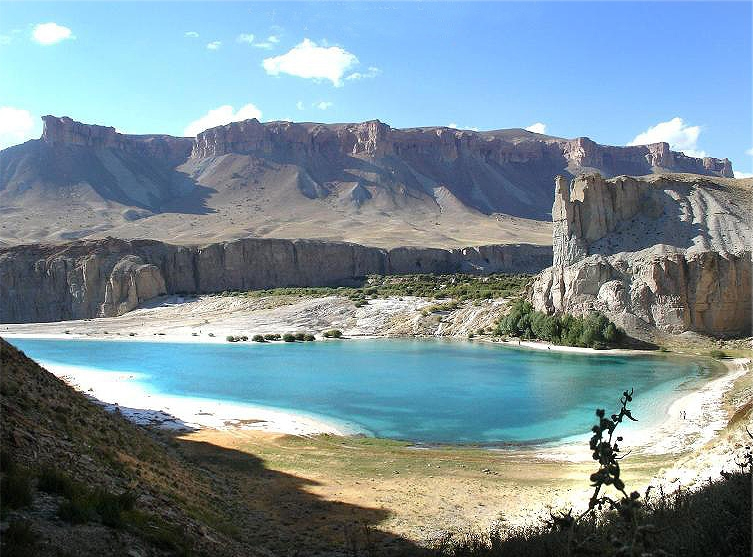
Sjön Band-e Panir

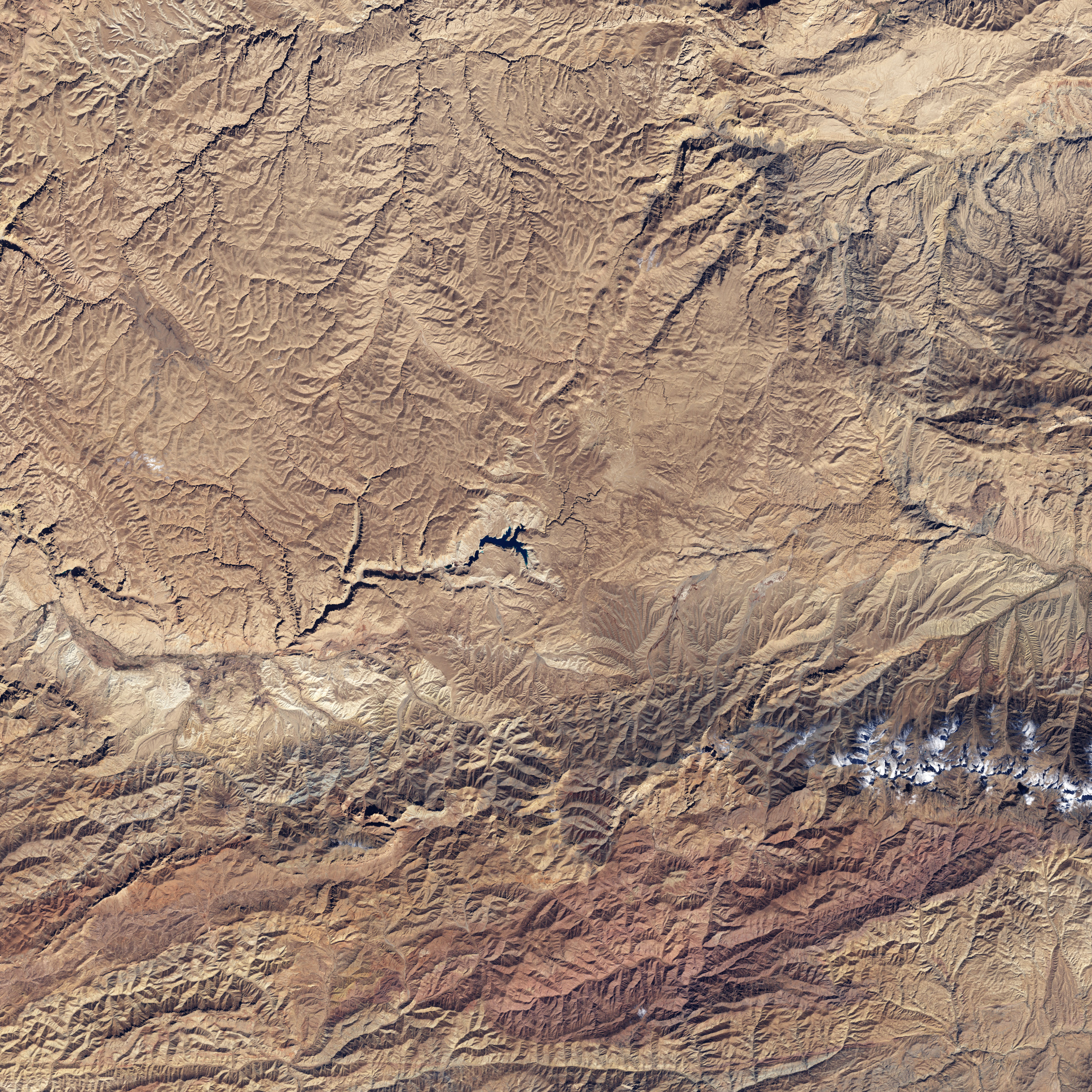
Band-e Amirs nationalpark sedd från rymden

Band-e Amir (persiska: بند امیر) är en serie om sex djupa sjöar separerade av naturliga dammar bestående av travertin, en typ av kalksten. Sjöarna är belägna i Hindukush i centrala Afghanistan på omkring 3 000 meters höjd, väster om  Buddhastatyerna i Bamiyan.
Sjöarna skapades av det koldioxidrika vattnet som sipprade ut från skrevor och sprickor och lämnade kalciumkarbonatfällning i form av travertinmurar som idag håller vattnet kvar i dessa sjöar. Band-e Amir är en av några få ovanliga sjöar i världen som har skapats av travertinsystem. 2009 blev Band-e-Amir Afghanistans första nationalpark.

## Historia
Namnet betyder bokstavligen "Emirens damm" vilket är en referens till Ali ibn Abi Talib, Shiamuslimernas första imam och Sunnimuslimernas fjärde kalif.
Band-e Amir var tänkt att bli Afghanistans första nationalpark redan på 1960-talet, men på grund av Kabuladministrationens instabilitet blev så inte fallet. 2004 sattes Band-e-Amir upp på landets förhandslista över världsarv (tentativa lista). 2009 blev till sist Band-e Amir Afghanistans första nationalpark.

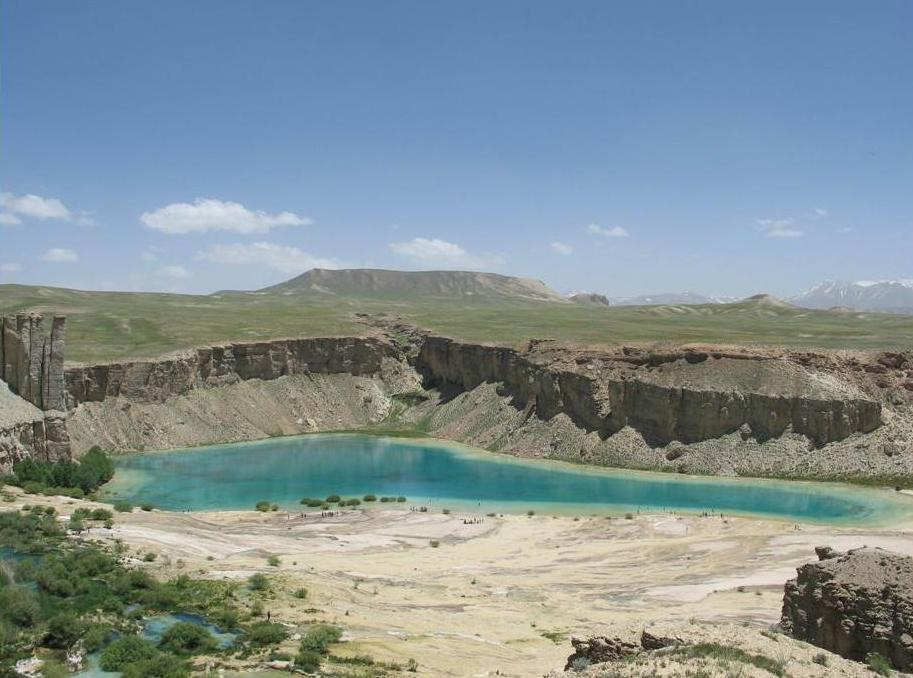
En av sjöarna i Band-e Amir.
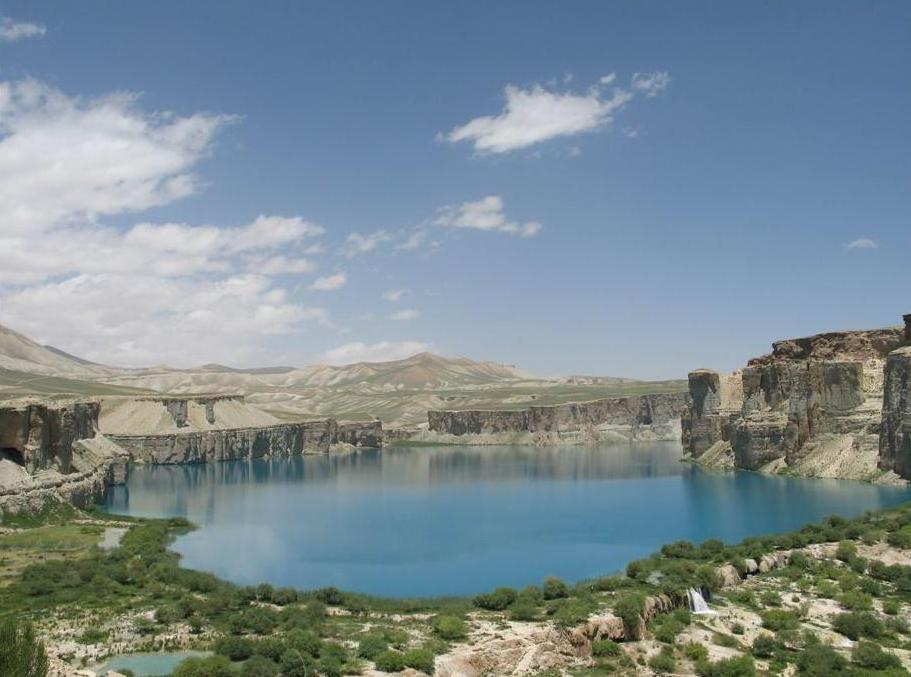
En annan sjö i området.

## Geografi
Band-e Amir ligger omkring 75 km nordväst om den gamla staden Bamiyan, när staden Yakawlang. Tillsammans med Bamiyan utgör Band-e Amir hjärtat i Afghanistans turism. De sex sjöarna i Band-e Amir är:
- Band-e Gholaman (Slav)
- Band-e Qambar (Imam Ali ibn Abi Talibs slav)
- Band-e Haibat (Den storslagna)
- Band-e Panir (Ost)
- Band-e Pudina (Vildmynta)
- Band-e Zulfiqar (Ali ibn Abi Talibs svärd)

Band-e Haibat är den största och djupaste av de sex, med ett medeldjup på cirka 150 meter, uppskattat av dykare i Provincial Reconstruction Team från Nya Zeeland.
De vita travertindammarna är skapade av de allmänt förekommande förkastningslinjerna som ger upphov till barriärerna mellan sjöarna.
En annan jämförbar sjö är Band-e Azhdahar (Drakdammen), belägen några kilometer sydost om staden Bamiyan, som också skapats som ett resultat av koldioxidrikt vatten som sipprat ut ur förkastningssprickorna och deponerat kalciumavlagringar som bildar travertinmurarna i Band-e Amir.
Sjöarna i Band-e Amir är framför allt en turistdestination under våren och sommaren, då den höga höjden i centrala delen av regionen Hazarajat har kalla vintrar med temperaturer ner mot -20 °C.
Filmen Dharmatma från 1975 av Feroz Khan och Hema Malini filmades i Band-e Amir.

## Orosmoln
Problemen som besökare möts av är krävande terräng, klippiga platåer, brist på grundläggande faciliteter och minerade grusvägar. De kringliggande vägarna minerades hårt av den lokala milisen och talibanerna under deras respektive styre. Endast ett smalt spår är säkrat från minor och används av trafiken.
Den enda tillgängliga markandsplatsen är en liten som ligger intill Band-e Haibat, där lite basvaror kan inhandlas.
På grund av bristen på tillsyn och avsaknaden av förvaltningsmyndighet, innebär det ökande antalet besökare ett hot mot den ekologiska balansen i sjöarna vilket även inkluderar okontrollerat bete och uppryckning av buskar som kan resultera i allvarlig jorderosion och till och med jordskred. Fiske med elektricitet från mobila generatorer och explosiva varor såsom granater har skadat sjöarnas ekosystem. Enligt Wildlife Conservation Society har stora delar av parkens djurliv försvunnit. På grund av brist på medel för avfallshantering, har människors avfall och skräp lett till ökande miljöförstörelse. 2008 förbjöd Afghanistans regering användandet av båtar med bensindrivna motorer på sjöarna.